# François Devries
François De Vries (Antwerpen, 1913. augusztus 21. – 1972. február 17.), belga válogatott labdarúgó.
A belga válogatott tagjaként részt vett az 1934-es világbajnokságon.

## Sikerei, díjai
Royal Antwerp
- Belga bajnok (1): 1931

## Külső hivatkozások
- François Devries – a FIFA adatbázisában